# Jes Schmidt
Jes Christian Schmidt (født 10. november 1916 i Hjerting pr. Rødding, død 1. august 1979) var en tysk redaktør og politiker for Slesvigsk Parti i Sønderjylland. Han var viceborgmester i Aabenraa Kommune og medlem af Folketinget – valgt for Centrum-Demokraterne som var i valgteknisk samarbejde med Slesvigsk Parti – fra 1973 til sin død i 1979.
Schmidt blev født i Hjerting nord for Rødding i 1916 som søn af landmand Jørgen Schmidt. Han er student fra Aabenraa Statsskole i 1937 og blev uddannet til journalist på Kieler Neueste Nachrichten i Kiel 1938-1940. Schmidt blev i 1946 redaktør på Der Nordschleswiger som var oprettet tidligere samme år som en ugeavis for det tyske mindretal i Nordslesvig, men blev et dagblad i 1951. Han var avisens chefredaktør fra 1953 til sin død.
Han var aktiv med at genetablere det tyske mindretals foreningsliv efter 2. verdenskrig. Fra 1947 til 1961 var han formand for Deutscher Jugendverband für Nordschleswig, og fra 1951 til 1979 formand for Volkshochschulverein für Nordschleswig . Han var leder af Det Tyske Mindretals Sekretariat fra 1947 til 1951.
Schmidt var medlem af Slesvigsk Partis hovedbestyrelse og opstillet til Folketinget for partiet i Åbenråkredsen fra 1957 til 1973. I 1973 indgik Slesvigsk Parti i valgteknisk samarbejde med Centrum-Demokraterne (CD) og Schmidt var opstillet på CD's liste i alle opstillingskredse i Sønderjyllands Amtskreds. Han var medlem af Folketinget, teknisk set for CD, fra 4. december 1973 og medlem af Finansudvalget i Folketinget fra 1975. Han døde i embedet 1. august 1979 efter længere tids sygdom. Efter hans død overtog Bent Olsen (CD) hans folketingsmandat.
Han var byrådsmedlem i Aabenraa Købstadskommune 1958-1970 og medlem af byens magistrat fra 1962. Han var viceborgmester i den nye Aabenraa Kommune efter kommunalreformen i 1970.